# FarmVille
FarmVille je flashová síťová hra vytvořená společností Zynga, která je nabízena též na sociální síti Facebook.

## Informace
Ve hře se stanete rolníkem, který se musí starat o své hospodářství, pěstovat rostliny a chovat zvířata. Svůj statek si můžete zkrášlit pomocí dekorací. K nakupování věcí slouží coins (mince), které vyděláváte při sklízení plodin a péči o zvířata. Další možností jsou FVcash (bankovky), které lze zakoupit za vaše skutečné peníze. Některé dekorace a zvířata jsou dostupné pouze za FVcash, ty tak tvoří jediný zdroj příjmu vývojářů FarmVille. Tato funkce byla také využita jinak - po zemětřesení na Haiti byla přidána plodina, při jejímž nákupu byly peníze věnovány k charitativním účelům. Během výše zmiňovaných činností získáváte také tzv. body zkušenosti (experience). Při dosažení určitých bodů zkušenosti se dostanete do další úrovně (levelu), který vám odemyká více možností (nové plodiny a dekorace). Ve hře je kladen velký důraz na vaše přátele. Můžete jim pomáhat a získat tak další mince, posílat si mezi sebou dárky, ale také díky nim můžete svůj statek rozšiřovat. Postupně vývojáři do hry přidávají nové funkce (např. sbírání stužek (ribbons), sbírání speciálních předmětů, spolupráce a další). Také jsou do hry přidávány nové dekorace, rostliny a zvířata, většinou v tematických limitovaných edicích. Rovněž lze "hospodařit" na více statcích zároveň.

## Další hry

### Zynga
- Mafia Wars
- YoVille
- FishVille
- Petville
- Treasure Isle
- FrontierVille

### Jiné
- Restaurant City - Playfish
- Pet Society - Playfish
- HappyAquarium - Crowdstar
- Fish World

### Farma
- Farm Town